# Via Appia Nuova

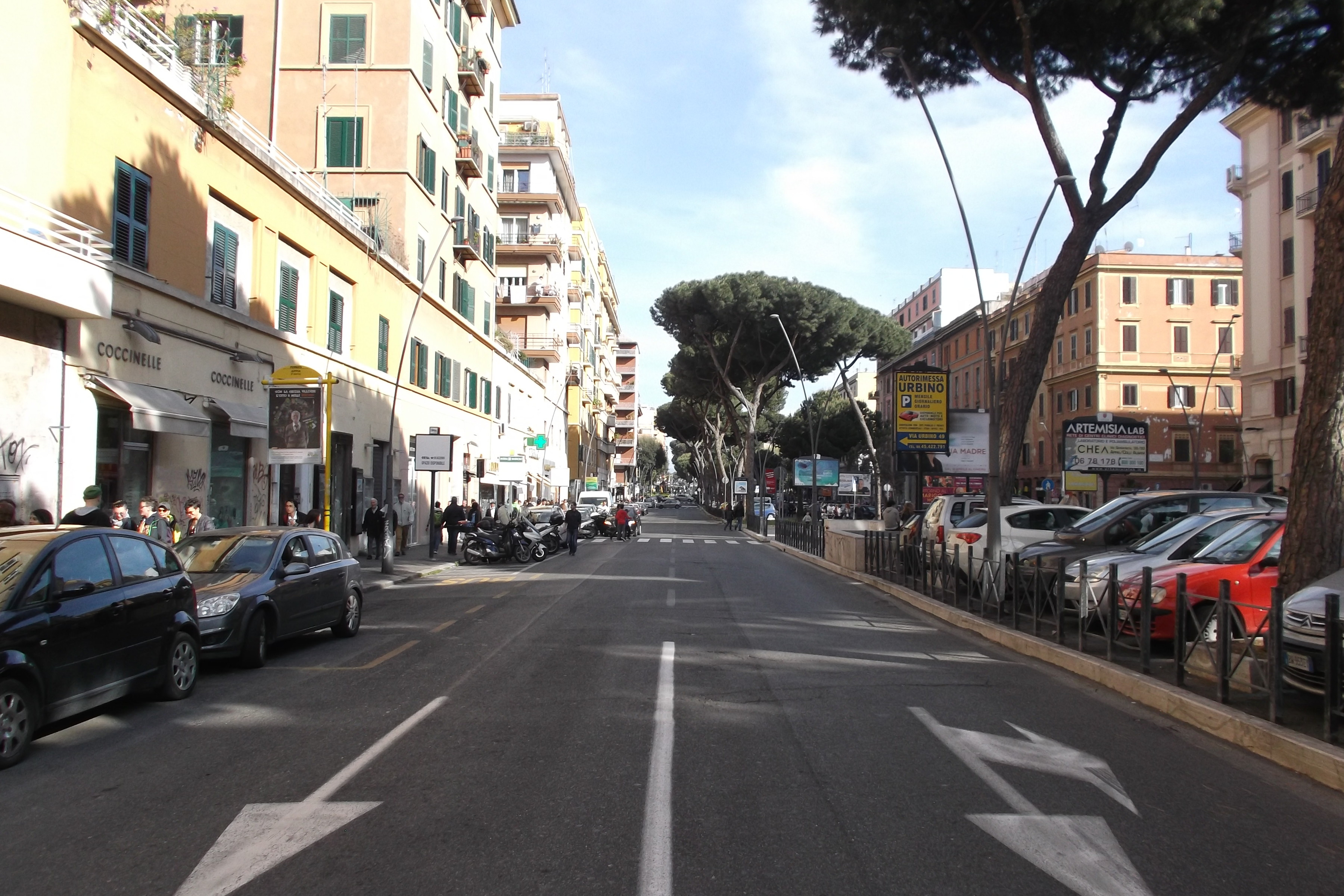
L'inizio di via Appia Nuova, tra Porta S. Giovanni e piazza Re di Roma (sullo sfondo)

Via Appia Nuova è una strada di Roma; fuori dai confini del Comune diventa la strada statale 7 Via Appia.
La via attraversa i quartieri Tuscolano, Appio-Latino, Appio Claudio, Appio-Pignatelli e le zone di Capannelle, Aeroporto di Ciampino e Torricola. 

## Storia
La via Appia nuova fu aperta da Gregorio XIII nel 1574, allargando la via Asinaria (o Asinara) e spostandola dalla porta omonima a Porta San Giovanni. Il tracciato odierno ricalca quello delle prime tre miglia della via Asinara.
Fino alla fine dell'Ottocento l'Appia fu la tipica strada dell'Agro: acquedotti, greggi, rari borghetti, casali, torri. La prima urbanizzazione sistematica ebbe luogo all'inizio del '900 con il piano regolatore del 1909, che rendeva edificabili le aree in prossimità dell'inizio di via Tuscolana e dell'Appia Nuova: in questa fase il costruito consisteva ancora di fabbricati di modeste dimensioni e villini.
 
Dimensioni degli edifici e densità abitativa crebbero con la variante al PRG del 1925 e con il nuovo piano del 1931. Dopo il 1935 si cominciò a costruire al di fuori di ogni piano: l'edilizia si condensò in borgate (Ciampino, Quarto Miglio, Statuario), che si aggiunsero agli insediamenti spontanei precedenti. 

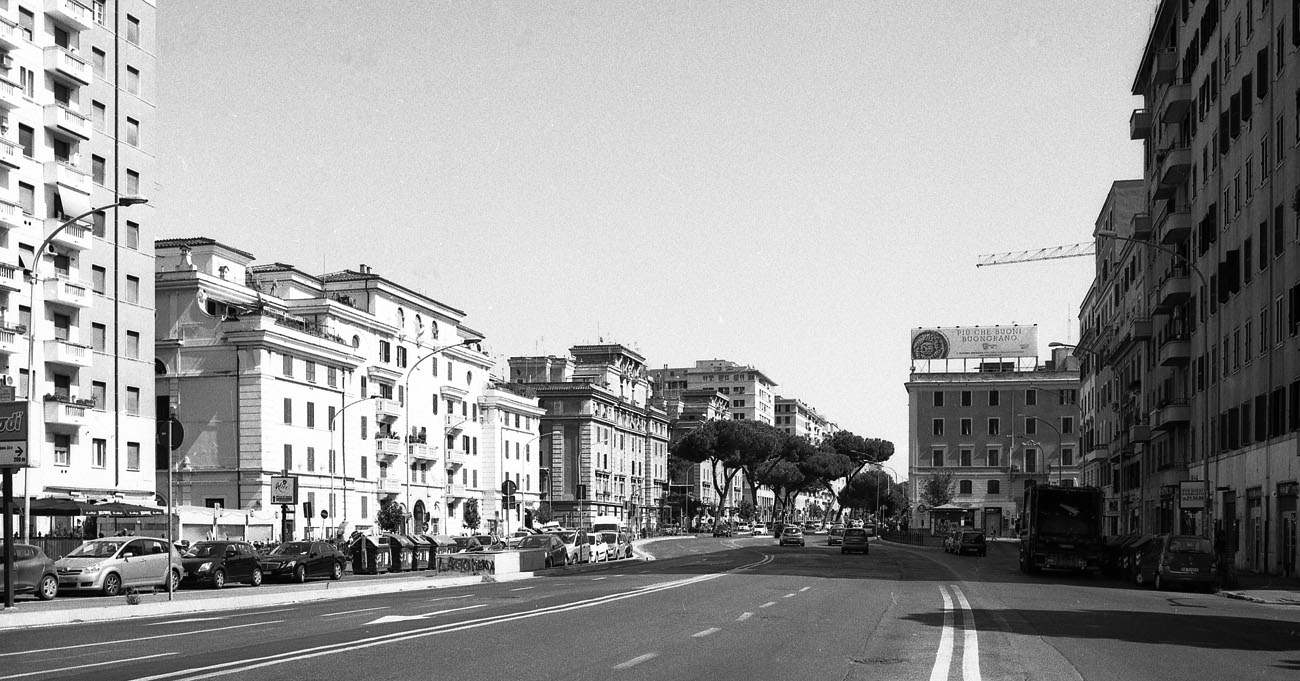
Via Appia Nuova da Ponte Lungo all'Alberone, a sinistra i tre edifici di Camillo Palmerini

Nel 1944 la via venne rettificata nel tratto che andava dall'altezza del motovelodromo Appio alla località Arco di Travertino, dando origine a una strada a sé stante, che venne chiamata via dei Cessati Spiriti.
Dopo il 1945 edilizia pubblica e privata gareggiarono nell'estendere la realizzazione degli insediamenti intensivi - sia residenziali che commerciali - che oggi caratterizzano il territorio tra Appia e Tuscolana.

## Trasporti
La via è servita da cinque fermate della linea A della metropolitana: San Giovanni, Re di Roma, Ponte Lungo, Furio Camillo e Colli Albani.

## Luoghi salienti
- Chiesa di Ognissanti
- Villa Lazzaroni
- Villa dei Quintili
- Ippodromo delle Capannelle